# Jerycho (muhafaza)
Jerycho (arab. ‏أريحا‎, Arīḩā) – muhafaza Palestyny. Leży we wschodniej części Zachodniego Brzegu. Od północy sąsiaduje z Tubas, a do wschodu z Nablusem, Ramallah i Al-Bira i Jerozolimą od południowego zachodu. Od zachodu graniczy jordańską muhafazą Al-Balka. Ma powierzchnię 593 km² i jest piątą największą jednostką administracyjną kraju. Według danych Palestyńskiego Centralnego Biura Statystycznego na rok 2007 zamieszkało ją 41 724 osób, co stanowiło 1,1% ludności Palestyny. Znajdowało się tu wtedy 7 581 gospodarstw domowych. Do 2015 roku liczba ludności wzrosła do 52 154, a gęstość zaludnienia wynosiła 88 os./km². Jest to najrzadziej zaludniona i najmniejsza pod względem liczby ludności muhafaza Palestyny. 

## Miejscowości
Miasta
- Jerycho

Miejscowości
- Al-Audża
- Al-Jiftlik

Wioski
- Ein ad-Dujuk al-Foka
- Ein ad-Dujuk at-Tahta
- Al-Fasajil
- An-Nuwajimach
- Az-Zubaidat